# Basilica di Sant’Eugenio

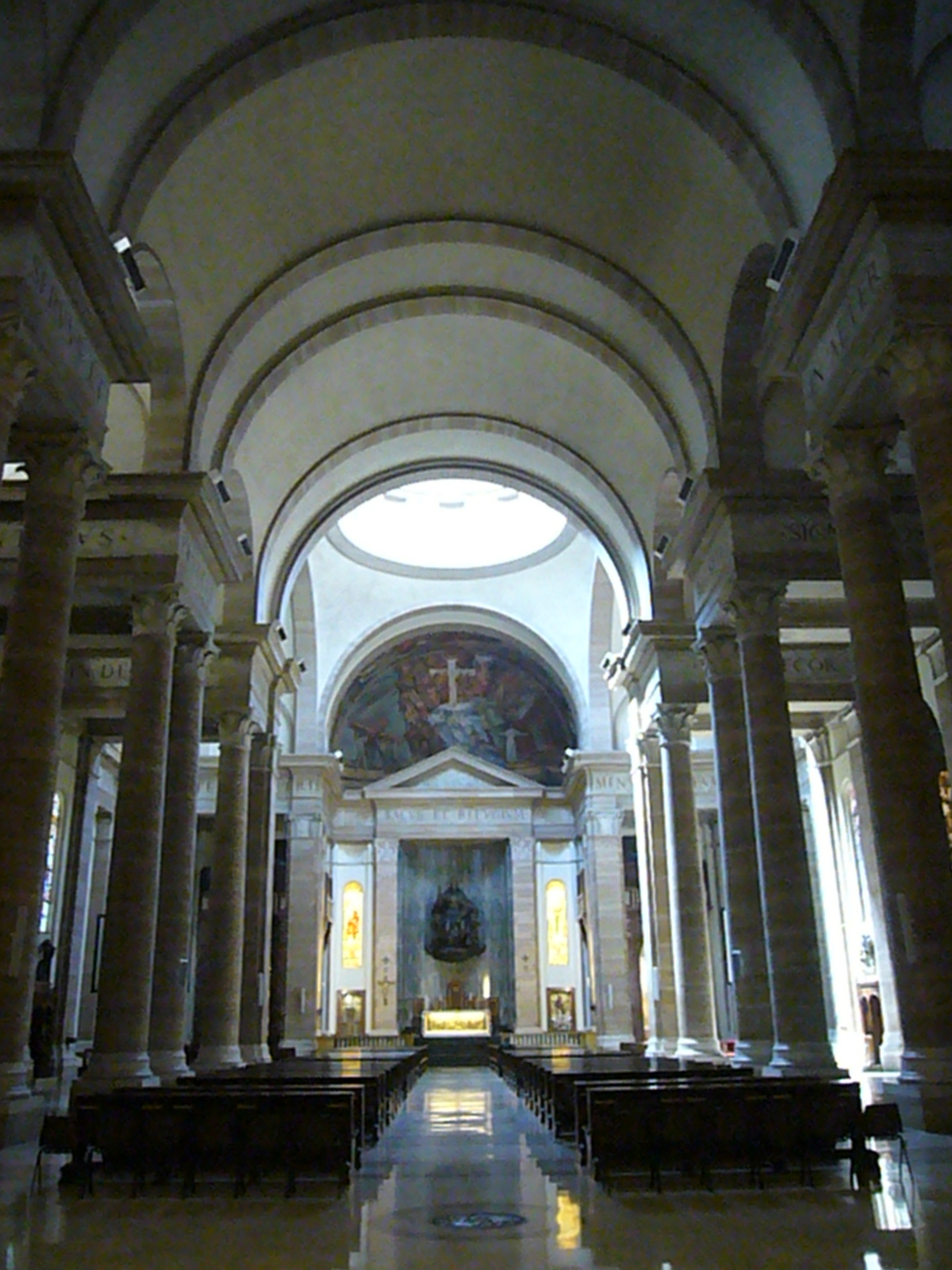
Innenansicht

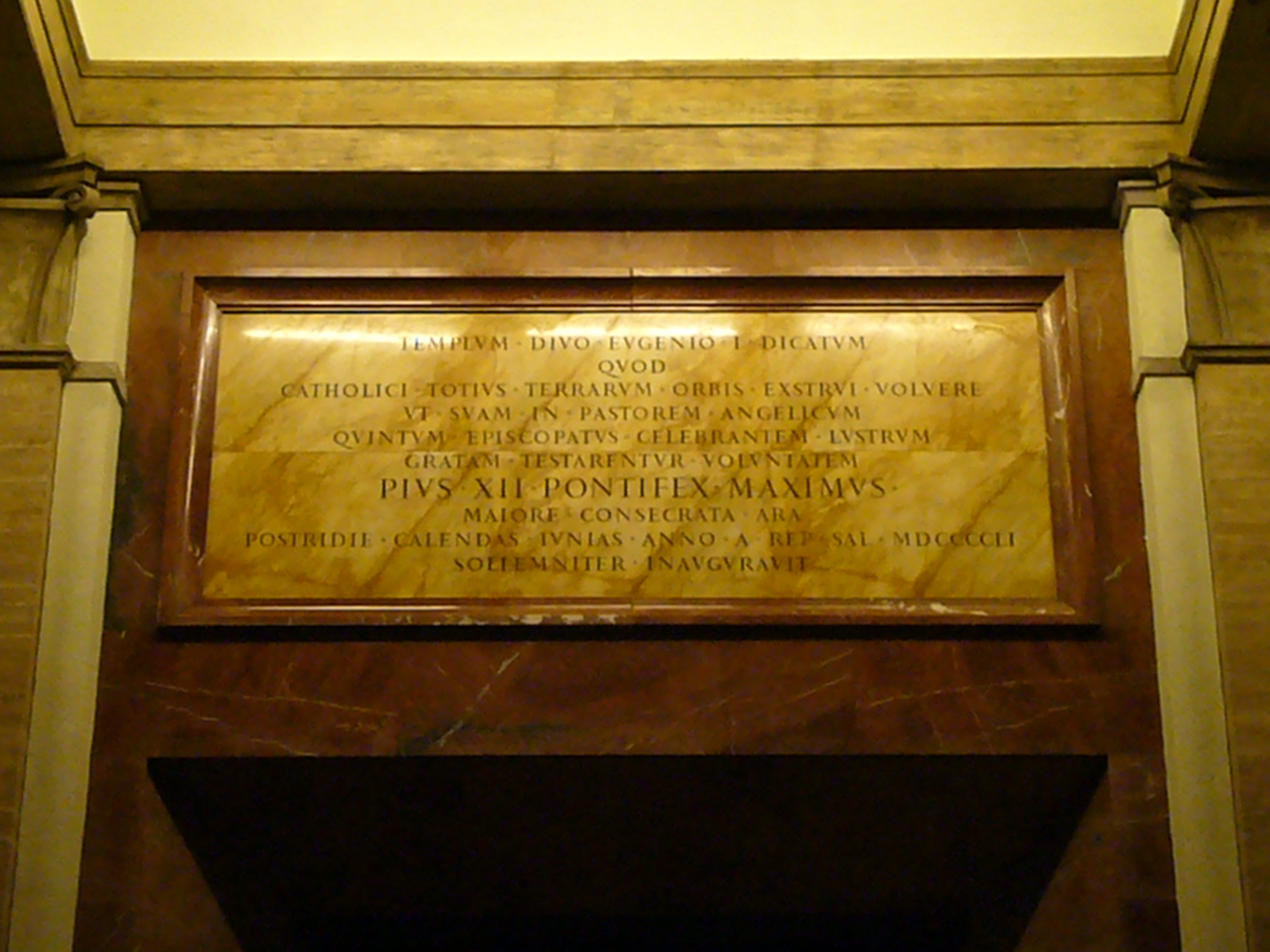
Inschrift von Pius XII.

Die Basilica di Sant’Eugenio ist eine Kirche im römischen Quartier Pinciano an der Via delle Belle Arti (Viale delle Belle Arti 10, 00196 Roma). Sie ist eine Titeldiakonie sowie Pfarrkirche im Rang einer Basilica minor und wird von der Personalprälatur Opus Dei betreut. Das im barockisierenden Stil gestaltete Bauwerk wurde von 1942 bis 1951 im Auftrag von Papst Pius XII. errichtet und dem Patrozinium des heiligen Papstes Eugen I. geweiht. Zur Kirche gehört ein katholisches Priesterseminar.

## Geschichte
Anlässlich des 25. Jubiläums seiner Bischofsweihe am 13. Mai 1942 waren Papst Pius XII. aus der ganzen Welt Geschenke angekündigt worden. Der Papst verkündete, dass er die Geschenke verwenden werde, um eine Kirche in einem bisher kirchenlosen Stadtteil Roms zu bauen. Die Jubiläumskirche sollte dem Heiligen Papst Eugen I., dem Namenspatron des Jubilars, der mit bürgerlichem Namen Eugenio Pacelli hieß, geweiht werden. Der Bau begann 1942 nach Plänen der Architekten Enrico Pietro Galeazzi und Mario Redini. Nach Verzögerungen durch den Zweiten Weltkrieg wurde sie 1951 fertiggestellt und am Gedenktag des Heiligen Eugen, dem 2. Juni 1951, von Pius XII. eingeweiht.
Die zugehörige Pfarrei wurde am 16. März 1951 mit dem Breve Petrianae navis errichtet. Am 23. Mai desselben Jahres erhob Pius die Kirche mit dem Breve Honoris pastoralis zur Basilica minor. Am 12. März 1960 errichtete Papst Johannes XXIII. die gleichnamige Titeldiakonie. 1980 wurde die Seelsorge der Personalprälatur Opus Dei anvertraut.
Am 3. März 1986 besuchte Papst Johannes Paul II. die Kirche.

## Beschreibung
Die Fassade besteht aus Travertin und ist in zwei Ebenen unterteilt. In der Mitte befindet sich ein großes Portal und seitlich zwei kleine Portale mit jeweils einer Statue von Alessandro Monteleone, die die Gerechtigkeit und den Frieden darstellen. Die untere Reihe besteht aus sechs Pilastern mit Kapitellen im korinthischen Stil. Im oberen Teil befindet sich ein großes Fenster mit Balkon, flankiert von den Symbolen der vier Evangelisten von Francesco Nagni.
Auf der Oberseite der Kuppel steht eine Statue des Erzengels Michael von A. Garardi. Auf der Rückseite befindet sich ein Glockenturm.
Der Innenraum entspricht einer dreischiffigen Basilika, die durch Doppelsäulen gegliedert ist und über fünf Seitenkapellen verfügt. Die linken Seitenkapellen sind Niklaus von Flüe, Katharina von Siena und Philipp Neri gewidmet. Zwischen den Kapellen zeigen Bleiglasfenster Abbildungen der heiligen Päpste Marcellus I., Silvester I. und Damasus I. Die Kapellen auf der rechten Seite sind Franziska Xaviera Cabrini und Franz von Assisi gewidmet mit einem Glasfenster von Papst Gregor VII. dazwischen.
Haupt- und Querschiff treffen sich unter einer Kuppel. Im linken Querschiff befinden sich Fenster mit Abbildungen der Päpste Martin I. und Hormisdas sowie ein Altar, der Unserer Lieben Frau von Fatima gewidmet ist. Rechts befinden sich Fenster mit Leo IV. und Agatho sowie ein Altar, der den Heiligen Petrus und Paulus gewidmet ist und von der Republik Libanon gestiftet wurde. Links vom Hauptaltar liegt eine Sakramentskapelle.
Die Kirche enthält weitere Werke von bekannten italienischen Künstlern des zwanzigsten Jahrhunderts:
- Am Hauptaltar eine Bronzedarstellung des heiligen Eugen von Attilio Selva.
- Drei Mosaiken in der Apsis von Ferruccio Ferrazzi.
- Mehrere Bronzen mit Darstellungen italienischer Heiliger in den Seitenkapellen: Franziska Xaviera Cabrini von Pericle Fazzini, Franz von Assisi von Domenico Rambelli und Philipp Neri von Francesco Messina.
- Malereien von Giuseppe Ceracchini in der Kapelle des Heiligen Josef zwei Fresken von Marcello Avenali in der Kapelle der Heiligen Petrus und Paulus.
- 14 bronzene Kreuzwegstationen verschiedener Künstler: 1–4 von Attilio Torresini, 5–7 von Alfredo Biagini, 8–10 von Antonio Berti und 11–14 von Giacomo Manzù.
- Die Bronzegitter über der Sakristei stammen von Pietro De Laurentiis und stellen einen Engel und ein Schaf dar.
- Auf der rechten Seite befindet sich eine Agneskapelle mit einem Marmoraltar mit geschnitzten Retabel. Dis gesamte Kapelle ist im Inneren mit Mosaiken verkleidet. Die gesamte Ausstattung inklusive sechs Bronzeleutern stammt von Venanzo Crocetti.

### Orgel
Die Orgel ist das opus 651 von Mascioni Orgelbau und wurde 1950 erbaut, 2007 erfolgte eine Restaurierung. Das Instrument ist zu beiden Seiten des Chores aufgestellt und verfügt über eine elektrische Traktur mit drei Manualen und Pedal. Die Werke auf der linken Seite werden durch das erste und zweite Manual und einen Teil des Pedals bedient und auf der Rechten durch das dritte Manual und den anderen Teil des Pedals.
Der Spieltisch ist auf der linken Seite. Die Orgel hat folgende Disposition:
| I Positivo C–c4 |    |
| Principale      | 8′ |
| Flauto a camino | 8′ |
| Salicionale     | 8′ |
| Flauto          | 4′ |
| Flauto          | 2′ |
| Sesquialtera II |    |
| Unda maris      | 8′ |
| Clarinetto      | 8′ |

| II Grand'Organo C–c4 |     |
| Principale           | 16′ |
| Principale           | 8′  |
| Flauto               | 8′  |
| Dulciana             | 8′  |
| Ottava               | 4′  |
| XV                   | 2′  |
| Ripieno II           |     |
| Ripieno IV           |     |
| Tromba               | 8′  |

| III Eco Espressivo C–c4 |    |
| Principale              | 8′ |
| Bordone                 | 8′ |
| Gamba                   | 8′ |
| Principalino            | 4′ |
| Flauto                  | 4′ |
| Pienino III             |    |
| Coro viole              | 8′ |
| Tromba armonica         | 8′ |
| Voci corali             | 8′ |
| Tremolo                 |    |

| Pedal C–g1  |     |
| Contrabasso | 16′ |
| Subbasso    | 16′ |
| Bordone     | 16′ |
| Basso       | 8′  |
| Coperto     | 8′  |
| Flauto      | 4′  |

## Trivia
In der Kirche wurden die Requien für den italienischen Schauspieler Totò sowie die Ehefrau von Giuseppe Saragat, dem fünften Präsidenten der Italienischen Republik, gefeiert.

## Kardinaldiakone
Folgende Personen waren Titelträger dieser Kirche:
- Antonio Bacci, 31. März 1960 – 20. Januar 1971
- Umberto Mozzoni, 5. März 1973 – 7. November 1983 (ab dem 2. Februar 1983 Kardinalpriester pro hac vice)
- Paul Poupard, 25. Mai 1985 – 29. Januar 1996
- Francesco Colasuonno, 21. Februar 1998 – 31. Mai 2003
- Julián Herranz, seit 21. Oktober 2003 (ab dem 12. Juni 2014 Kardinalpriester pro hac vice)